# Licodia Eubea
Licodia Eubea – miejscowość i gmina we Włoszech, w regionie Sycylia, w prowincji Katania.
Według danych na rok 2004 gminę zamieszkiwało 3141 osób, 28,3 os./km².